# يوسوكي كيشيدا
يوسوكي كيشيدا (باليابانية: 岸田 悠佑) (10 يوليو 1999 في نارا في اليابان – )؛ هو لاعب كرة قدم سابق كان يلعب كمدافع.

## وصلات خارجية
- يوسوكي كيشيدا على موقع رابطة كرة القدم اليابانية للمحترفين (اليابانية)
- يوسوكي كيشيدا على موقع Soccerway.com (الإنجليزية)
- يوسوكي كيشيدا على موقع عالم كرة القدم.نت (الإنجليزية)